# Bildu
Bildu (baskisch für versammelt) ist ein baskisches sozialistisches Wahlbündnis der Parteien Eusko Alkartasuna und Alternatiba Eraikitzen, der Plattformen Araba Bai und Herritarron Garaia, sowie unabhängiger Kandidaten für die Kommunal- und Regionalwahlen 2011 in Spanien. Bildu ist einer der Bestandteile des 2014 ins Leben gerufenen Parteienverbands Euskal Herria Bildu (kurz EH Bildu).

## Gründung
Nach spanischem Wahlrecht können politische Parteien Wahlbündnisse (coaliciones) bilden und so gemeinsame Wahlvorschläge einreichen. Wahlbündnisse können immer nur für die Teilnahme an einer bestimmten Wahl gegründet werden, sind also keine dauerhaften Organisationen und die sie bildenden Parteien behalten ihre volle Selbständigkeit.
Am 6. April 2011 teilten die beiden linken baskisch-nationalistischen Parteien Eusko Alkartasuna und Alternatiba Eraikitzen den Wahlbehörden mit, bei folgenden für den 22. Mai 2011 angesetzten Wahlen als Wahlbündnis unter der Bezeichnung „BILDU-Eusko Alkartasuna (EA)/Alternatiba Eraikitzen“ anzutreten:
- Wahl zum Regionalparlament von Navarra
- Wahl zu den Provinzialparlamenten der drei baskischen Provinzen Gipuzkoa (Guipúzcoa), Bizkaia (Vizcaya) und Araba (Álava)
- Wahl zu den Gemeinderäten in den drei Provinzen Gipuzkoa (mit Ausnahme einer Gemeinde), Bizkaia und Araba (mit Ausnahme einer Gemeinde), in Navarra (mit Ausnahme zweier Gemeinden) und in der Gemeinde Condado de Treviño
- Wahl zu den Ortsteilräten in Navarra

Die Wahlvorschläge wurden von den zuständigen Wahlausschüssen zugelassen und am 26. April 2011 in den jeweiligen Amtsblättern veröffentlicht.

## Gerichtsverfahren
Die Listen des Wahlbündnisses Bildu enthielten nicht nur Mitglieder der beiden ihm angehörenden Parteien, sondern auch unabhängige Kandidaten.
Nach Auffassung der Regierung und der Staatsanwaltschaft waren diese Listen – vor allem aufgrund der Personen der aufgenommenen unabhängigen Kandidaten – als Fortsetzung der Tätigkeit der verbotenen Partei Batasuna anzusehen, weshalb sie beim Obersten Gerichtshof (Tribunal Supremo) gegen die Zulassung der Wahlvorschläge zur Wahl klagten. Das Gericht gab der Klage am 1. Mai 2011 statt und untersagte damit die Teilnahme an der Wahl.
Auf eine Wahlverfassungsbeschwerde von Bildu hin hob das spanische Verfassungsgericht am 5. Mai 2011 das Urteil des Tribunal Supremo auf, womit das Wahlbündnis an der Wahl teilnehmen konnte.

## Wahlergebnisse
Bei den Gemeindewahlen am 22. Mai 2011 wurde Bildu in der Autonomen Baskischen Gemeinschaft mit rund 25 % der Stimmen zur zweitstärksten politischen Kraft nach der EAJ-PNV. In San Sebastián war sie die stimmenstärkste Kandidatur. Bei den Wahlen zum Regionalparlament von Navarra entfielen 13,3 % der Stimmen auf Bildu, wodurch sieben Mandate errungen wurden.
Bei den Wahlen zum spanischen Parlament am 20. November 2011 kandidierten Eusko Alkartasuna und Alternatiba Eraikitzen wiederum in einem Wahlbündnis, diesmal unter Einbeziehung der Partei Aralar. Diese Gemeinschaftskandidatur führte den Namen Amaiur. Amaiur erhielt bei diesen Wahlen im Baskenland 24,1 % der Stimmen und sechs Mandate, in Navarra 14,9 % der Stimmen und ein Mandat.
Aus den Regionalwahlen für das baskische Parlament am 21. April 2024 ging Bildu als zweitstärkste Partei (nach der PNV) hervor und erhielt 6 zusätzliche Sitze im Parlament sowie 32,5 Prozent der Stimmen.

## Politische Ziele
Bildu tritt für einen unabhängigen baskischen Staat ein. Dementsprechend brachte das Wahlbündnis im November 2015 im baskischen Regionalparlament einen Gesetzesvorschlag ein, der ein Referendum über die zukünftige Unabhängigkeit des Baskenlandes vorsieht.

## Verhältnis zu Batasuna
Es bestehen Beziehungen zwischen Bildu-Kandidaten und Batasuna. Dies gilt beispielsweise für Josetxo Ibazeta, den (inzwischen zurückgetretenen) Sekretär des Bürgermeisters von San Sebastián. Laut einem Bericht der Guardia Civil handelt es sich dagegen bei ca. 45 % der Bildu-Kandidaten zur Regionalwahl 2012 um ehemalige Mitglieder der damals legal agierenden Batasuna.